# Porte-musc noir
Moschus fuscus
Statut de conservation UICN

 EN  : En danger
Espèce
Le Chevrotain porte-musc noir (Moschus fuscus) est une espèce de mammifères de la famille des Moschidae. Ce mammifère herbivore forme l'une des sept espèces du genre Moschus.
C'est en 1981 que cette espèce fut décrite pour la première fois par le naturaliste Li

## Description
L'apparence du porte-musc noir fait penser à un petit cerf. Il mesure entre 70 et 100 cm de long pour un poids allant de 10 à 15 kg. S'ils ne portent de bois sur la tête comme les cervidés, leur particularité vient de leurs longues canines supérieures, en forme de sabre, qui peuvent mesurer jusqu'à 10 cm de long. Celles-ci sont visibles même lorsque l'animal a la gueule fermée. Chez les femelles, ces canines sont également présentes, mais ne sont pas visibles. Les yeux et les oreilles sont grands et bien développés.
Le pelage est épais et de couleur brune. Il existe néanmoins des variations dans la couleur et le dynamisme des marques tel que des taches. L'espèce ne porte pas de glandes faciales comme chez la plupart des cervidés, et, contrairement à eux, elle possède une vésicule biliaire. Les mâles adultes ont une glande à musc située sur le ventre entre le nombril et l'extrémité du pénis, qui est absente chez les femelles et les juvéniles. Les membres postérieurs sont plus longs que les membres antérieurs.

## Répartition

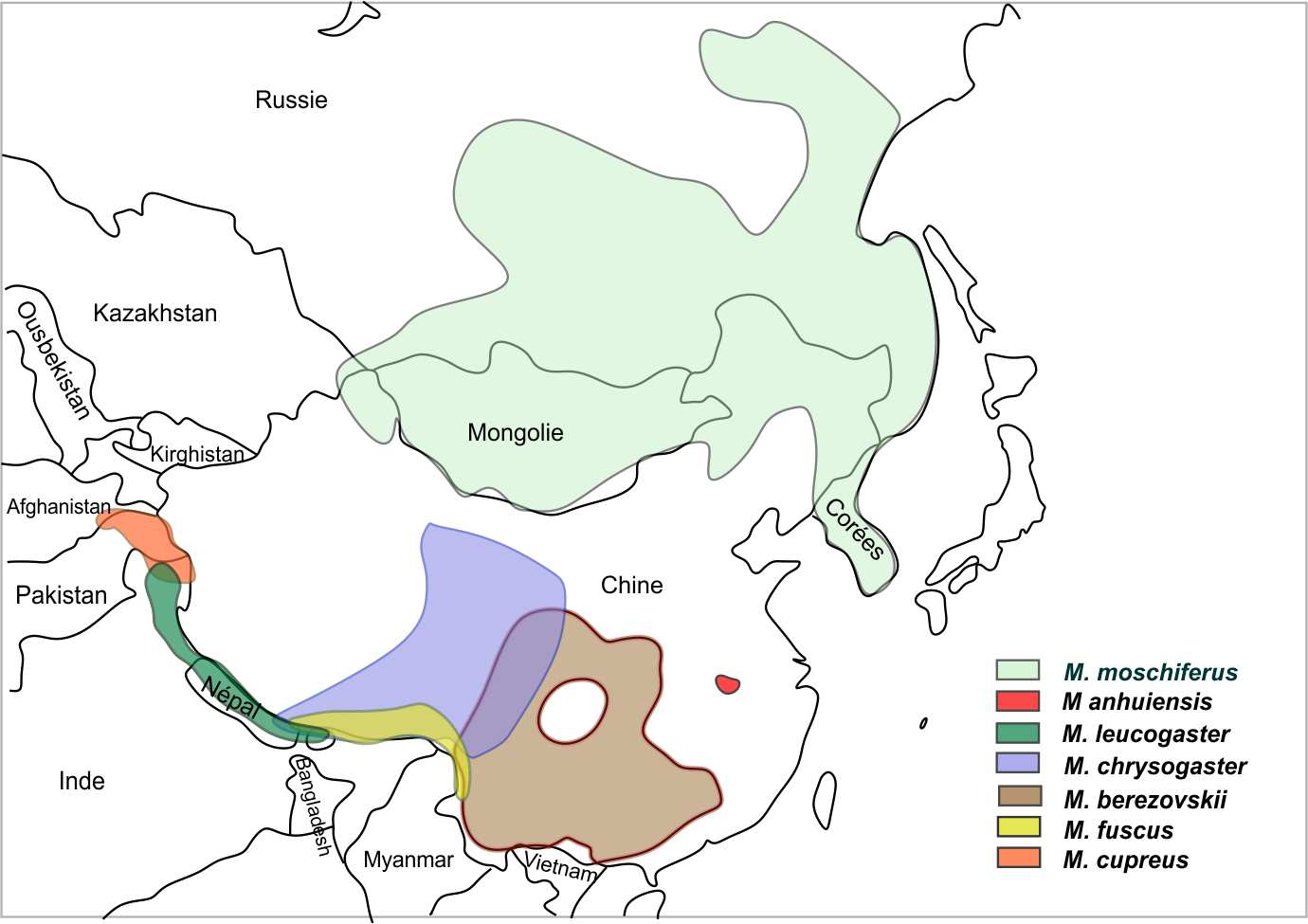
Carte de répartition des 7 espèces de Moschus
M. fuscus est en jaune

L'aire de répartition du porte-musc noir se situe en Chine (nord-ouest du Yunnan et du Tibet du sud-est), dans le nord de l'Inde (Arunachal Pradesh), au Bhoutan et au Népal. Il vit à des altitudes allant de 2 600 à 4 200 m.
Cette espèce préfère les habitats forestiers comme les forêts de conifères, les bordures de forêts et les crêtes rocheuses.

## Reproduction
La période de reproduction du porte-musc noir se déroule entre novembre en décembre. Pendant cette période, les mâles excrètent des substances odoriférantes provenant de leurs glandes à musc et de leurs glandes caudales afin de délimiter leur territoire et attirer les femelles. Chaque mâle s'accouple avec plusieurs femelles. Après une période de gestation d'environ six mois, la femelle bas un seul petit (rarement deux) pesant environ 500 g. Les jeunes sont sevrés vers l'âge de 3 à 4 mois et atteignent leur maturité sexuelle à environ 18 mois.

## Comportement
Le porte-musc noir est un animal nocturne dont la plupart des activités se déroulent à l'aube et au crépuscule. C'est une espèce très solitaire. Sédentaire, le mâle vit sur un territoire bien défini qui englobe celui de deux ou trois femelles. La territorialité est aussi un autre trait saillant du porte-musc noir en particulier pour chez les mâles.
Vivant dans les zones montagneuses possédant des gorges et des forêts, ce moschidé a la capacité de grimper aux arbres et se déplace librement, même au bord d'une falaise dangereuse ou dans les buissons très épais.

## Prédateurs
Comme pour bon nombre d'herbivores, le porte-musc noir doit faire face à plusieurs prédateurs. Le lynx et le carcajou sont ses principaux ennemis. La martre à gorge jaune est également un autre prédateur mais à moindre mesure que les deux premiers. Pour échapper à ses ennemis, le porte-musc noir utilise la végétation dense de son habitat pour se cacher.

## Menaces
Le musc produit par le porte-musc noir est très apprécié pour ses propriétés cosmétiques et pharmaceutiques présumés, et se vend à près de 45 000 $ par kilogramme sur le marché international. Bien que ce musc, présent chez les mâles, peut-être extrait d'animaux vivants, l'espèce est très menacée par une chasse excessive. Ce braconnage est relativement facile à réaliser et difficile à arrêter en utilisant uniquement des moyens légaux.
L'animal semble également exiger une végétation dense, soit sous la forme de forêts ou zones arbustives intactes. Ainsi, la présence excessive de clairières ou de prairies peut empêcher l'utilisation de ces terres.